# Patinatge de velocitat als Jocs Olímpics d'hivern de 1948 - 5.000 metres masculins
Als Jocs Olímpics d'Hivern de 1948 celebrats a la ciutat de Sankt Moritz (Suïssa) es disputà una prova de patinatge de velocitat sobre gel sobre una distància de 5.000 metres. La competició se celebrà el dia 1 de febrer de 1948 a l'Estadi Olímpic de Sankt Moritz.

## Comitès participants
Participaren 40 patinadors de velocitat de 14 comitès nacionals diferents.
| - Àustria (1) - Bèlgica (1) - Canadà (1) - Corea del Sud (2) - Estats Units (4) - Finlàndia (4) - Hongria (4) |  | - Itàlia (3) - Noruega (4) - Països Baixos (4) - Regne Unit (4) - Suècia (4) - Suïssa (3) - Txecoslovàquia (1) |

## Resum de medalles
| Or             | Argent       | Bronze        |
| Reidar Liaklev | Odd Lundberg | Göthe Hedlund |

## Rècords
Rècords establerts anteriorment als Jocs Olímpics d'hivern de 1948.
| Rècord del món | 8:13.7 | Åke Seyffarth   | Davos (SUI)                  | 3 de febrer de 1941  |
| Rècord olímpic | 8:19.6 | Ivar Ballangrud | Garmisch-Partenkirchen (ALE) | 12 de febrer de 1936 |

## Resultats
| Posició | Patinador          | Temps  |
| ------- | ------------------ | ------ |
| 1       | Reidar Liaklev     | 8:29.4 |
| 2       | Odd Lundberg       | 8:32.7 |
| 3       | Göthe Hedlund      | 8:34.8 |
| 4       | Harry Jansson      | 8:34.9 |
| 5       | Jan Langedijk      | 8:36.2 |
| 6       | Kees Broekman      | 8:37.3 |
| 7       | Åke Seyffarth      | 8:37.9 |
| 8       | Pentti Lammio      | 8:40.7 |
| 9       | Lassi Parkkinen    | 8:45.0 |
| 10      | Kornél Pajor       | 8:45.2 |
| 11      | Johnny Cronshey    | 8:45.6 |
| 12      | Anton Huiskes      | 8:46.4 |
| 13      | Iván Ruttkay       | 8:46.9 |
| 14      | Craig Mackay       | 8:47.2 |
| 15      | Kalevi Laitinen    | 8:53.0 |
| 16      | Rune Hammarström   | 8:53.8 |
| 17      | Raymond Blum       | 8:54.4 |
| 18      | Ken Henry          | 8:56.0 |
| 19      | Henry Howes        | 8:56.6 |
| 20      | Aad de Koning      | 8:57.6 |
| 21      | Louis Rupprecht    | 8:58.4 |
| 22      | Vladimír Kolář     | 8:58.9 |
| 23      | Henry Heppe        | 9:03.0 |
| 24      | Max Stiepl         | 9:05.0 |
| 25      | Lee Hiyo-Chang     | 9:05.4 |
| 26      | Antero Ojala       | 9:06.2 |
| 27      | Richard Solem      | 9:10.4 |
| 28      | Thomas Ross        | 9:18.2 |
| 29      | Ákos Elekfy        | 9:18.6 |
| 30      | Pierre Huylebroeck | 9:20.3 |
| 31      | Guido Caroli       | 9:21.3 |
| 32      | Dennis Blundell    | 9:22.2 |
| 33      | Heinz Hügelshofer  | 9:28.6 |
| 34      | Sepp Rogger        | 9:29.3 |
| 35      | Gedeon Ladányi     | 9:30.2 |
| 36      | Enrico Musolino    | 9:32.3 |
| 37      | Fernando Alloni    | 9:36.3 |
| 38      | Lee Chang-Kook     | 9:36.7 |
| 39      | Alfred Altenburger | 9:40.6 |
| –       | Charles Mathiesen  | NF     |